# Dessine-moi un mouton
Dessine-moi un mouton è il primo singolo del cd live Mylènium Tour della cantautrice francese Mylène Farmer, pubblicato il 5 dicembre 2000.
I fan, che avevano sperato di vedere questa traccia come singolo studio estratto dall'album Innamoramento, dovranno accontentarsi della versione live cantata durante il Mylènium Tour. Il videoclip mostra semplicemente l'esibizione di Mylène e i suoi ballerini durante il tour.
Venderà circa 100 000 copie, arriverà alla sesta posizione della chart e non otterrà alcuna certificazione.

## Versioni ufficiali
1. Dessine-moi un mouton (Single Live Version) (4:34)
2. Dessine-moi un mouton (Album Version) (4:38)
3. Dessine-moi un mouton (Version Live 00) (4:49)
4. Dessine-moi un mouton (World Is Mine Remix) (5:03)
5. Dessine-moi un mouton (Snakebite Beat Mix) (4:39)
6. Dessine-moi un mouton (Draw Me A Sheep Remix) (3:50)